# Dan Smith
Daniel Campbell «Dan» Smith (Londres, 14 de juliol de 1986) és un cantautor, productor i escriptor britànic. És el fundador i la veu principal del grup Bastille, un grup d'Indie rock (subgènere de rock alternatiu). El grup està integrat per quatre membres (Chris Wood, Kyle Simmoms, Will Farquarson i Dan Smith). Va ser format el 2010, tot i que no va començar a ser conegut fins al 2013, quan la cançó Pompeii de l'àlbum Bad Blood va tenir molt èxit.

## Biografia
Daniel Campbell Smith va néixer a Londres i va ser criat allà. Va estudiar al "Kings College School" de Wimbledon. Quan era adolescent ja escrivia i componia les seves pròpies cançons tot i que mai va pensar que arribaria a cantar davant de ningú, i encara menys que formaria part d'un grup com Bastille.
Va anar a la Universitat de Leeds, on va conèixer diferents músics, molts dels quals formaven part de diferents grups musicals i el van animar a començar la seva carrera en solitari, però abans es va llicenciar en literatura anglesa, i va tornar a Londres.
Més tard va conèixer i començar a treballar amb els que ara són els altres tres components del grup Bastille.

## Carrera en solitari
Quan tenia 15 anys va començar a escriure i compondre cançons amb el piano i el seu portàtil. A la universitat va ser descobert pel seu company d'habitació Ralph Pelleymounter, membre del grup To Kill a King, amb qui va començar un projecte anomenat "Hanging Annie Oakley", el qual inclou cançons com "Words are words" o "Irreverence".
Smith no va arribar a assolir l'èxit que esperava en la seva carrera en solitari, i va decidir contactar amb Chris 'Woody' i formar un grup musical nou al qual més tard s'hi van unir dos altres integrants. El grup és anomenat Bastille.

## Bastille[1]
El grup d'Indie rock britànic va ser format el 2010. El nom del grup prové del fet succeït el 14 de juliol de 1789, la presa de la Bastilla durant la Revolució Francesa. Aquest dia, coincideix amb l'aniversari de Dan Smith.
Els seus integrants són Dan Smith (veu i teclat), Chris 'Woody' Wood (cors i percussió), Will Farquarson (baix, guitarra acústica i cors) i Kyle Simmons (teclat i cors).
Durant els dos primers anys van ser teloners de diverses bandes i van aparèixer també en diversos festivals britànics importants com Glastonbury, Reading & Leeds, Isle of Wight i Blissfields.
El 2012 van treure el seu primer treball d'estudi anomenat Bad Blood, el qual incloïa 12 temes, aquest després va ser rellançat com a All This Bad Blood amb 13 temes més.
Es van donar a conèixer el 2013 amb la cançó Pompeii (la qual fa referència a la història de Pompeia després de l'erupció del Vesubi).

## Vida personal
Smith és molt amic dels membres del grup musical To Kill a King, amb qui ha col·laborat en diverses ocasions. Toca instruments incloent el piano, el teclat, la percussió i la melòdica. Els pares de Dan provenen de Sud-àfrica i una de les cançons de Bastille, "Durban Skies", està dedicada a ells.
El cantant és un seguidor de la sèrie de televisió Twin Peaks i del seu creador, David Lynch. Els primers versos de la cançó Laura Palmer (que és el nom d'un dels personatges principals de la serie) estan inspirats en ella.
Abans de dedicar-se per complet a la música va treballar per la BBC, en un hospital, i com a periodista aprenent per un petit diari.